# Karl Franke (Typograf)
Karl Franke (* 28. Januar 1894 in Silberberg; † 18. Oktober 1952 in Stuttgart) war ein deutscher Typograf.

## Leben
Franke besuchte die Volksschule in Storkow (Mark) und Berlin. In einem Berliner Kleinbetrieb absolvierte er eine Lehre als Schriftsetzer. Danach zog er einige Zeit mit einem Zirkus durch die Lande, um athletische Demonstrationen zu zeigen, so auch eine Jonglage mit Kanonenkugeln. Dann nahm Franke in Berlin an den Kursen der Kunstgewerbe- und Handwerkerschule teil. Dort lehrte er anschließend zehn Jahre lang im Fach Zeichnen. Franke wurde ein aktives Mitglied des Bildungsverbandes der Deutschen Buchdrucker, bei dessen Wettbewerben er über zwanzig erste Preise erringen konnte. Zugleich arbeitete er als Berater für grafische Gestaltung. 1932 unterrichtete er in Berlin, Dresden und Leipzig Studenten des Buchdrucks in typografisches und grafisches Design. Seit 1938 war er als Berater in Stuttgart tätig.
Nach dem Zweiten Weltkrieg übernahm Franke 1947 die typografische Gestaltung der Zeitschrift Die Welt der Frau, die bis 1950 in der Deutschen Verlags-Anstalt erschien. Zu den Herausgeberinnen gehörte anfangs Annemarie Weber. Von 1948 bis zu seinem Tod gestaltete er Buchausgaben der Büchergilde Gutenberg. Für die Werke des Autors Jack London besorgte Franke deren Gesamtausstattung.
Seit 1949 veröffentlichte Franke – gemeinsam mit Heinrich Rinne – die Serie Freie Typografie in der Zeitschrift Das Buchgewerbe. 1950 war er in Frankfurt am Main ein Gründungsmitglied des Vereins Deutscher Typokreis.

## Veröffentlichungen
- der kampf um stil und form in der typographie. In: Archiv für Buchgewerbe und Gebrauchsgraphik, Leipzig, Juli 1932, S. 303–306.
- Kampf für die Korrektion der Werbetypographie in Zeitschriften. (Alfred Adolf). In: Archiv für Buchgewerbe und Gebrauchsgraphik, Leipzig, Mai 1933, S. 163–166.
- Typographische Korrektheit und deutscher Stil. In: Deutscher Drucker, August 1937.
- Gute Typographie und ästhetische Farbigkeit. Klimschs Jahrbuch 1940, S. 39–56.
- Von den Form- und Stilgrundlagen einer gelauterten Typografie. In: Das Buchgewerbe, April 1948, S. 97–104.
- Lebendige Satzgestaltung. In: Das Buchgewerbe, Mai 1948, S. 117–123.
- Kritik im aufbauenden Sinne. In: Das Buchgewerbe, November 1948, S. 287–294.